# 送足払

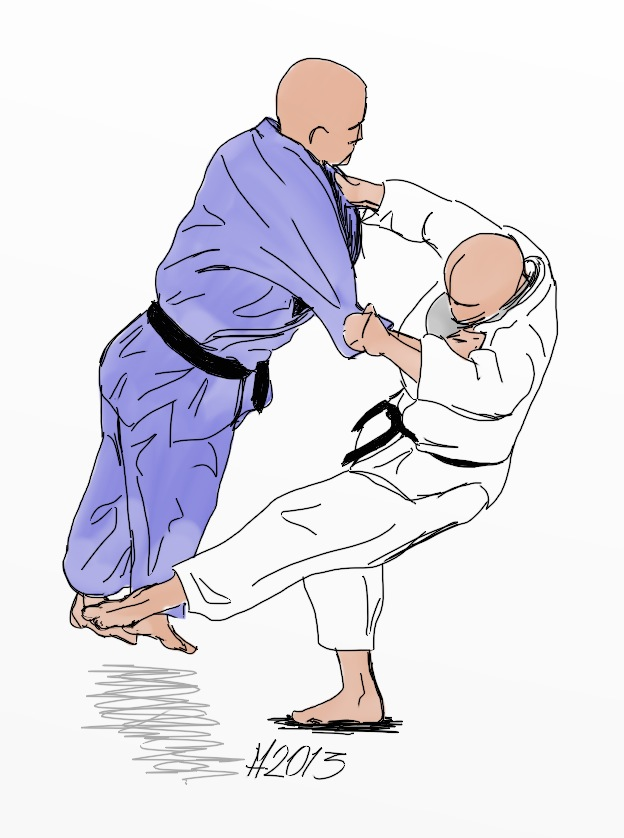
送足払のイラスト

送足払（おくりあしはらい）は、柔道の投技の足技の一つ。講道館、国際柔道連盟(IJF)における正式名称。IJFにおける別正式読み仮名「おくりあしばらい」。IJF略号OAB。

## 概要
足払い系の技の一種である。
相手を横に引きずりながら、足を払って投げる技。
組んだ状態からうまく相手を左右に振り回すと相手の足が両方とも宙に浮く瞬間があり、その一瞬をとらえて送るように足を払う技である。
もしくは、両足が揃った瞬間を狙うと投げやすい。
1. 動く方向に追いかける、あるいは押し込むように足を払う。
2. 動く方向から、（逆に、）つまずかせるように足を払った場合、小外刈、小外掛のような形になるか、支釣込足になる。

この技は相手の一方の足を払っただけで容易に払い倒すことが出来るため熟練すればわずかの力でも大きな相手を倒すことが出来る。
足を十分に返し足裏で払うとなお良い。
試合でも実力差のある選手が送足払で敗れるケースが多く番狂わせが起きやすい。
相撲の決まり手で裾払いは、出足払、送足払にあたる技である。

## 変化

### 小内刈返し
小内刈返し（こうちがりがえし）は小内刈の返し技の送足払。相手が右足で右脚に小内刈を仕掛けてきたら右足で相手の軸脚である左脚を外から払う。